# Дьюрко, Ласло
Ласло Дьюрко (венг. Gyurkó László; 22 апреля 1930, Будапешт, Венгрия — 25 августа 2007, там же) — венгерский писатель, драматург, театральный режиссер и журналист.
Рано остался сиротой, так и не окончил гимназию, работал подсобным рабочим и дорожным строителем. В ходе Венгерских событий 1956 года был приговорён к 6 месяцам тюремного заключения.
С 1957 года начал публиковаться. В 1970 году выступил одним из основателей первого независимого театра в социалистической Венгрии, получившего название 25-й театр; был его директором. Затем работал с другими театральными коллективами, в 1983—1985 гг. возглавлял театр имени Йожефа Катоны в Кечкемете. В 1986—1989 гг. заместитель главного редактора газеты Új Tükör, в 1989—1990 гг. обозреватель газеты Népszabadság.
С 1990 г. отказался от участия в общественной жизни, жил в деревне, работая над новыми произведениями.
Наиболее известное сочинение — драма «Электра, любовь моя» (венг. Szerelmem, Elektra; 1968), по мотивам античного мифа об Электре; на основе пьесы снят одноимённый фильм Миклоша Янчо (1974).